# Цона Палу (Падова)
Цона Палу је насеље у Италији у округу Падова, региону Венето.
Према процени из 2011. у насељу је живело 92 становника. Насеље се налази на надморској висини од 2 м.